# PipeWire
PipeWire es un servidor para manejar transmisiones de audio, video y hardware en Linux. Fue creado por Wim Taymans en Red Hat. Maneja el enrutamiento multimedia y el procesamiento de canalizaciones.

## Historia
En mayo de 2022 es adoptado por Pop! OS 22.04.

## Características
Los objetivos del proyecto incluyen:
- Para trabajar con aplicaciones Flatpak en espacio aislado.
- Proporcionar métodos seguros para realizar capturas de pantalla y screencasting en los compositores de Wayland.
- Para unificar el manejo de casos administrados por JACK y PulseAudio.

## Recepción
PipeWire ha recibido muchos elogios, especialmente entre algunas comunidades de GNOME y Arch Linux. Particularmente porque soluciona problemas que algunos usuarios de PulseAudio habían experimentado, incluido un uso elevado de la CPU, problemas de conexión Bluetooth,  y problemas de back-end de JACK..